# Landhuis Les Marronniers

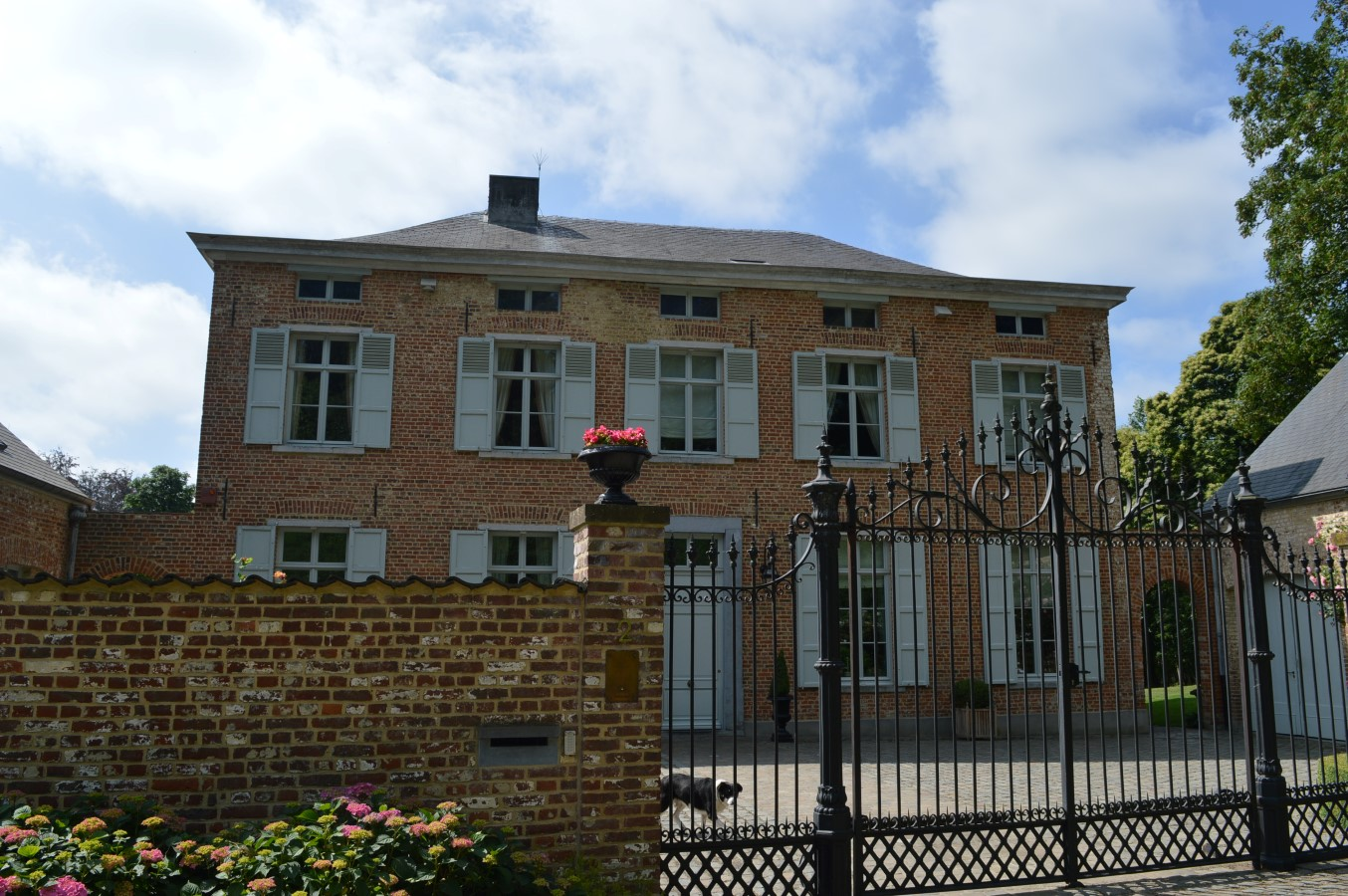
Landhuis Les Marronniers

Het Landhuis Les Marronniers (ook: Château des Olmes) is een landhuis met domein in de tot de Vlaams-Brabantse gemeente Bertem behorende plaats Leefdaal, gelegen aan de A. Devriesestraat 2.

## Geschiedenis
Hier stond vanouds het Hof van Schollenberg, dat een leengoed was van de heren van Leefdaal. Het werd kort na 1820 gebouwd in opdracht van Franz Tielemans, die arts was.
In 1852 werd een westelijk bijgebouw toegevoegd. Omstreeks 1900 wilden de erven Tielemans op het domein een luciferfabriek vestigen. Graaf de Liedekerke, kasteelheer van het nabijgelegen Kasteel van Leefdaal, vond dat geen goed idee en hij kocht daarom het hele domein. Hij verhuurde Les Marronniers aan derden. In 1893 en in 1908 werden grote kassen bijgebouwd. In 1944 werd de tuin heraangelegd.

## Domein
Het landhuis wordt geflankeerd door een oostelijk en een westelijk bijgebouw zodat er om het binnenplein een U-vormig geheel ontstaat. Het landhuis is een symmetrisch dubbelhuis. Het oostelijk bijgebouw is het oudst en werd tegelijk met het landhuis gebouwd. Het westelijk bijgebouw is van 1852.